# Josef Szagal
Josef Szagal (ur. 25 marca 1949 w Baku) – izraelski polityk, w latach 2006–2009 poseł do Knesetu z listy partii Nasz Dom Izrael.

## Życiorys
Ukończył historię na uniwersytecie w Baku. Do Izraela wyemigrował w 1990. Zanim zaangażował się w politykę, był dziennikarzem pracującym w rosyjskojęzycznym programie informacyjnym telewizji Channel 9. Do partii zrzeszającej uchodźców z krajów byłego ZSRR – Nasz Dom Izrael – zapisał się niecały miesiąc przed wyborami w 2006 roku. Udało mu się jednak wejść do siedemnastego Knesetu.
W wyniku wyborów w 2009 roku nie wszedł w skład parlamentu.